# Alicja Panasiewicz
Alicja Krystyna Panasiewicz (ur. 5 czerwca 1972) – polska artystka wizualna, wykładowczyni Uniwersytetu Pedagogicznego w Krakowie.

## Życiorys
Ukończyła architekturę wnętrz na Akademii Sztuk Pięknych w Krakowie w 1996. W 2002 doktoryzowała się tamże. W 2011 habilitowała się na Wydziale Ceramiki i Szkła Akademii Sztuk Pięknych we Wrocławiu.
Profesor uczelni na Wydziale Sztuki Uniwersytetu Pedagogicznego im. Komisji Edukacji Narodowej w Krakowie. Prowadzi zajęcia na kierunku Wzornictwo i Digital Design oraz warsztaty poszerzające percepcję światła i przestrzeni. Pełniła szereg funkcji na uczelni: zastępczyni dyrektora Instytutu Sztuki (2006–2008), dziekanka Wydziału Sztuki (2012–2019), prorektorka ds. współpracy i rozwoju w latach 2020–2021. W latach 2014–2020 przewodnicząca Konferencji Dziekanów Wydziałów Artystycznych i Artystyczno-Pedagogicznych podległych MNiSW.
Artystka wizualna. Zajmuje się rzeźbą świetlną oraz instalacjami świetlnymi. Od 2002 prezentowała swoje prace na 19 wystawach indywidualnych i kilkunastu zbiorowych. Organizatorka ogólnopolskich targów artystów i dizajnerów „Nówka Sztuka”. Jurorka Stypendium Twórczego Miasta Krakowa.
Jej mężem jest Adam Panasiewicz, także profesor Uniwersytetu Pedagogicznego w Krakowie.